# Cinéman
Pour plus de détails, voir Fiche technique et Distribution.
Cinéman est un film franco-belge réalisé par Yann Moix, sorti en 2009.
Avec seulement 2 485 191$ de recettes pour un budget de 20M$, le film est un échec retentissant. Il passe de peu la barre des 300 000 entrées.

## Synopsis
Régis Deloux, un professeur de mathématiques de Montreuil, a subitement le pouvoir de voyager dans les films après s'être fait piquer par une broche. Ce qui lui permet de rencontrer la femme dont il rêve. De film en film (Pour une poignée de dollars, Tarzan, Robin des Bois, Orange mécanique...), il doit sauver Viviane que l'ignoble Douglas Craps a enlevée.

## Fiche technique
- Titre : Cinéman
- Réalisation : Yann Moix
- Scénario et dialogues : Yann Moix, Olivier Dazat
- Musique : Julien Baer
- Photographie : Jérôme Alméras et Rémy Chevrin
- Montage : André Billaud et Marco Cavé (Philippe Bourgueil non-crédité)
- Son : Michel Casang
- Direction artistique : Cécile Arlet Colin
- Décors : Emmanuelle Duplay
- Costumes : Christophe Pidre
- Supervision des effets visuels : Alexandre Bon et Guillaume Pondard
- Coordination des effets visuels : Bérengère Dominguez, Élodie Glain, Audrey Kleinclaus et Lizette Nagy
- Production : Abel Nahmias
- Sociétés de production : Lorette Production et SCOPE Invest, en coproduction avec SAJ, Scope Pictures et TF1 Films Production
- Société d'effets spéciaux : L'Étude et la Supervision des Trucages (L'EST)
- Société de distribution : Pathé
- Pays d'origine :  France et  Belgique
- Langues originales : français, et secondairement anglais, italien et japonais
- Budget : 19 millions d'euros[1]
- Genre : comédie, fantastique
- Durée : 90 minutes
- Dates de sortie :
  - France et Belgique : 28 octobre 2009
  - Date de sortie DVD : 10 mars 2010

## Distribution
- Franck Dubosc : Régis Deloux, alias « Cinéman »
- Lucy Gordon (V.F. : Valérie Siclay) : Viviane Cook
- Pierre-François Martin-Laval : Douglas Craps
- Jean-Christophe Bouvet : M. Coq
- Anne Marivin : Sidonie
- Pierre Richard : lui-même
- Michel Galabru : le docteur Caligari
- Olivier Dazat : le réceptionniste
- Thomas Demarez : Mamesse
- Victoria Bedos : Maud
- Julien Enthoven : Combourieux
- Marisa Berenson : Lady Lyndon
- Jean-Michel Balthazar : le brocanteur
- Gio Iera : le chef de chantier
- Catherine Deneuve : elle-même (image d'archive)
- Charlie Dupont : le fin lettré

## Références cinématographiques et culturelles

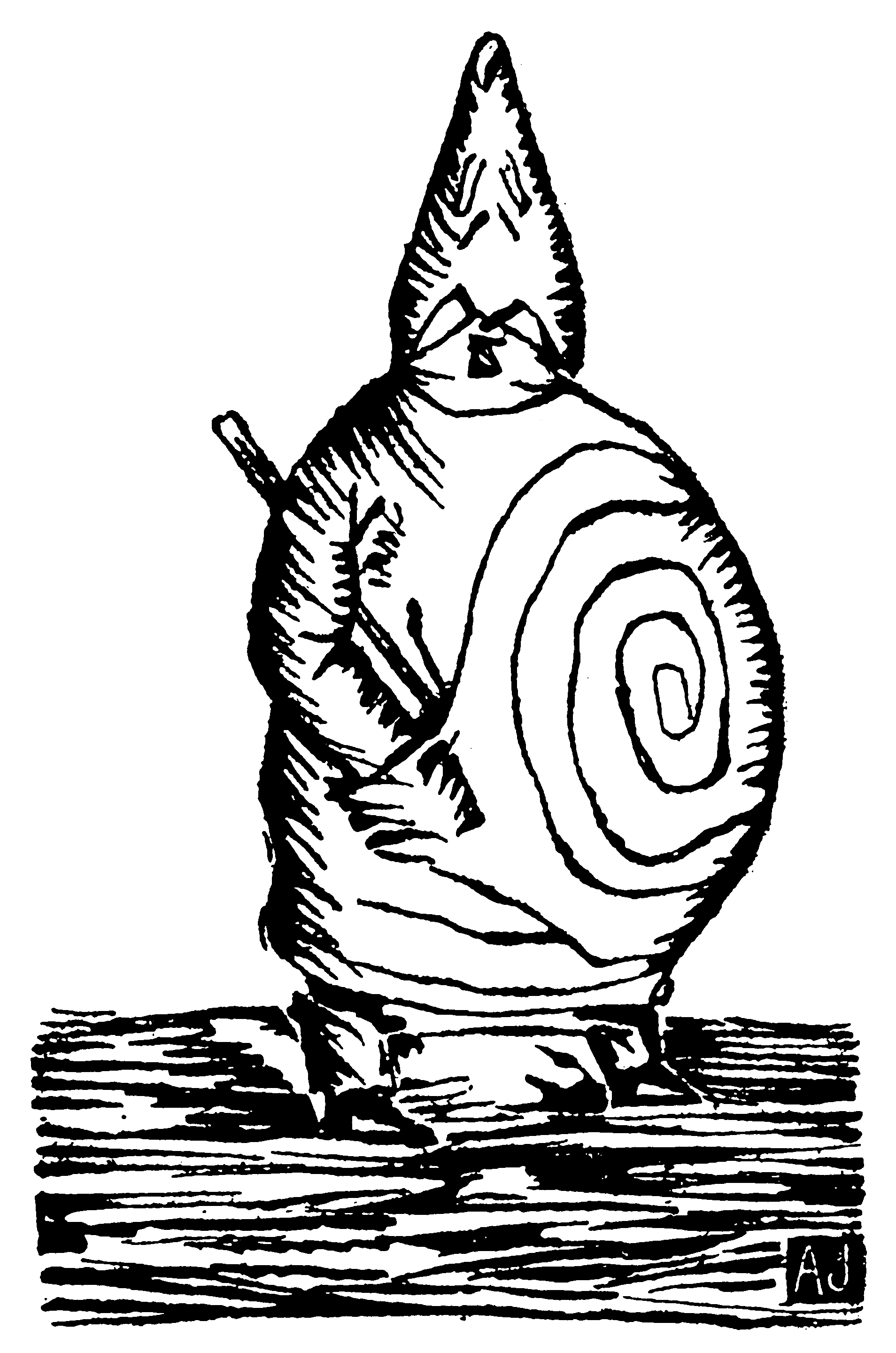
Ubu, personnage inventé et dessiné par Alfred Jarry, présent dans les décors du film.